# Wave (publiek)

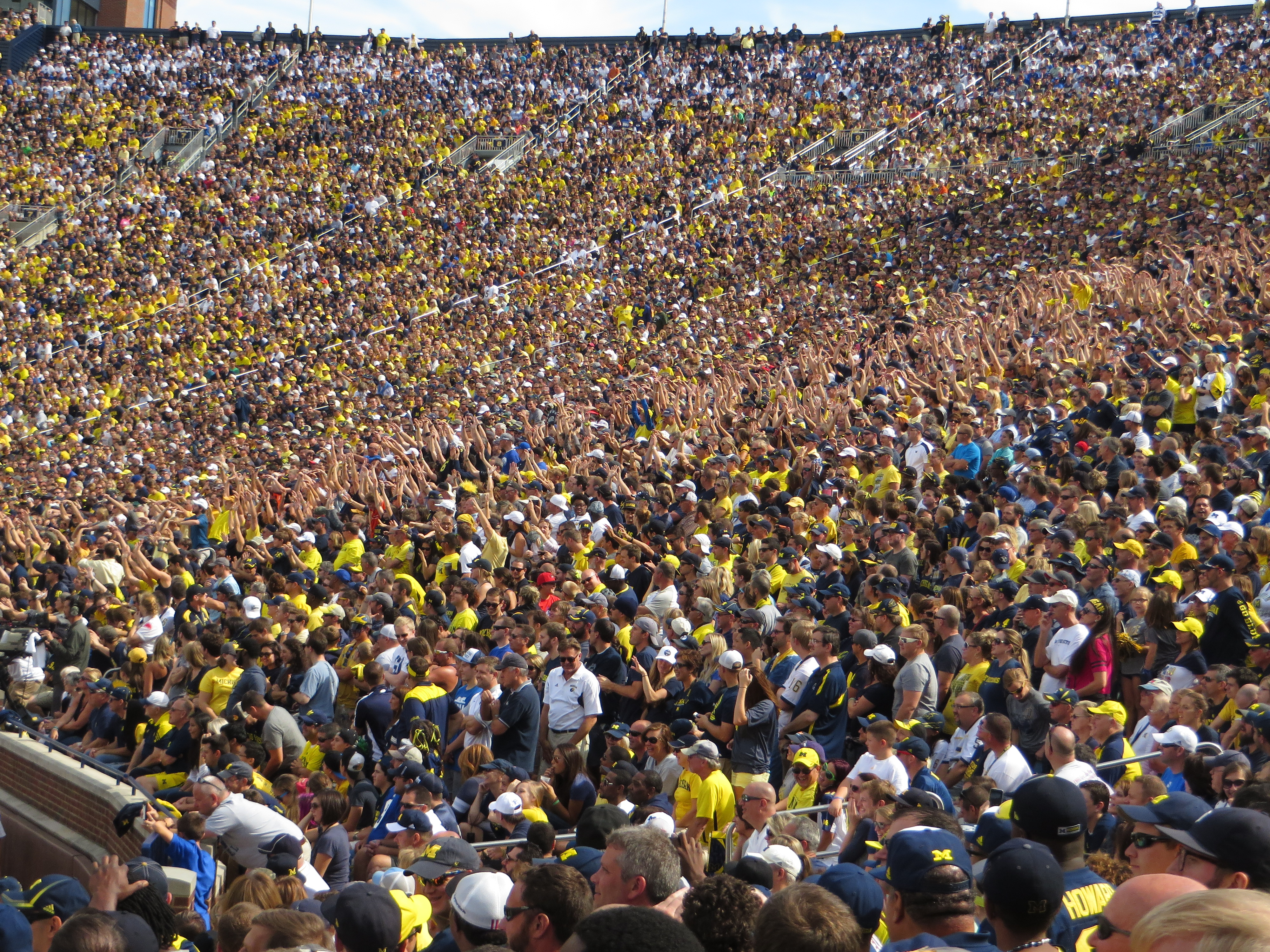
Wave

De wave, of oorspronkelijk de Mexican wave, is een gecontroleerde golfbeweging in een grote mensenmassa, die ontstaat wanneer groepen mensen beurtelings opstaan, vaak met de armen in de lucht, en weer gaan zitten. Het fenomeen is bekend geworden door het wereldkampioenschap voetbal 1986 in Mexico. In de Mexicaanse voetbalstadions sprongen de supporters een voor een overeind, hetgeen een golvende beweging veroorzaakte.
Sinds 12 november 2014 staat het wereldrecord op naam van het Nederlands elftal. Voor de wedstrijd deed het publiek meer dan zeven minuten de wave, goed voor een nieuw wereldrecord.